# Robert II de Normandia
Robert II de Normandia (vers 1051-10 de febrer del 1134) va ser duc de Normandia des de l'any 1087 fins al 1106, i pretendent al tron d'Anglaterra. Fou també un valent cavaller croat. Va tenir mala relació amb el seu pare i germans, un dels quals el va mantenir empresonat fins a la seva mort.

## Biografia
Era el fill gran de Guillem el Bastard, duc de la Normandia i conqueridor d'Anglaterra, i de Matilde de Flandes. Ja de jove va destacar pel seu interès, coratge i habilitat en els exercicis militars, i també pel seu enfrontament amb els seus dos germans petits Guillem i Enric.
El 1058, el comte del Maine, Herbert II, va fugir de Le Mans ciutat atacada pel comte d'Anjou i es va refugiar a Rouen, la cort de Normandia. Com que no tenia fills, Herbert va nomenar Guillem el seu successor, el qual va traspassar el títol al seu fill Robert i va enviar un exèrcit per recuperar aquest comtat. Robert es va prometre amb Margarida, germana d'Herbert.
El 1069 el comte d'Anjou, Folc IV el Tauró, va tornar a ocupar el Maine, però el pare de Robert, ocupat en la conquesta d'Anglaterra no el va poder ajudar fins quatre anys més tard.
Robert no estava d'acord amb la quota de poder que se li assignava en relació amb la dels seus germans. L'any 1077 va liderar la primera insurrecció contra el seu pare, per venjar-se d'una burla de Guillem i Enric que li havien llançat aigua fètida a sobre. Robert es va indignar perquè el seu pare no va castigar els seus germans, va marxar enfurismat i després va tornar amb un grup de guerrers que van posar setge al castell de Rouen. El seu pare va ordenar el seu arrest, i Robert i els seus companys es van veure obligats a fugir primer a Châteauneuf, després a Flandes a la cort del seu oncle matern Robert. Els enemics del seu pare se li van unir: Robert de Belleme, Guillem de Breteuil, que es van fer forts al castell de Remalard. Guillem va aconseguir fer-los fora d'aquest castell però Felip I de França els va donar el de Gerberoy, a la frontera amb Normandia.
Les relacions entre Guillem el Conqueridor i el seu fill van continuar empitjorant: Robert va saquejar el comtat de Vexin. Guillem va descobrir que la seva dona, Matilde de Flandes, li enviava diners d'amagat. Va haver de demanar ajuda al rei francès Felip I per aturar-lo, i en una batalla el seu fill el va fer caure del cavall. Humiliat, el rei va replegar el seu exèrcit. La Pasqua del 1080 pare i fill van tornar a trobar-se gràcies als esforços de la reina Matilde, i van acordar una treva que va durar fins a la mort d'ella, el 1083, també li va prometre que heretaria el Ducat de Normandia a la seva mort. Quan la reina va morir, va abandonar la cort i passà alguns anys viatjant per França, Alemanya, Flandes i Itàlia com a cavaller errant.
El 1087 Guillem el Conqueridor va morir de les ferides sofertes en una caiguda de cavall. Mentre es trobava al seu llit de mort la seva intenció era desheretar-lo, però Robert es va presentar allà i potser perquè era preferit per la noblesa, va acceptar dividir els territoris en el seu testament. Robert heretà el Ducat de la Normandia i Guillem el Roig el Regne d'Anglaterra. El fill menor, Enric, rebé una suma de diners per comprar terres.
Robert va proposar un arranjament amb Enric: si li donava suport per fer fora del tron a Guillem el Roig, el nomenaria comte de Cotentin, un territori a l'oest de Normandia, més 3.000 lliures. L'intent d'usurpar el tron va fracassar però un temps després va saber que Enric havia anat a visitar Guillem el Roig a Anglaterra i al seu retorn el va fer empresonar. Passats uns mesos el va alliberar però les relacions continuaven tibants entre els tres germans. El 1091 Guillem va envair Normandia i això va forçar que entressin en negociacions: tots dos sense fills legítims, van fer un pacte nomenant-se mútuament hereus per tal de garantir la pau. Tot i que l'any següent un grup de barons anglesos es van rebel·lar per deposar Guillem i instaurar Robert, aquest mai els va donar suport.

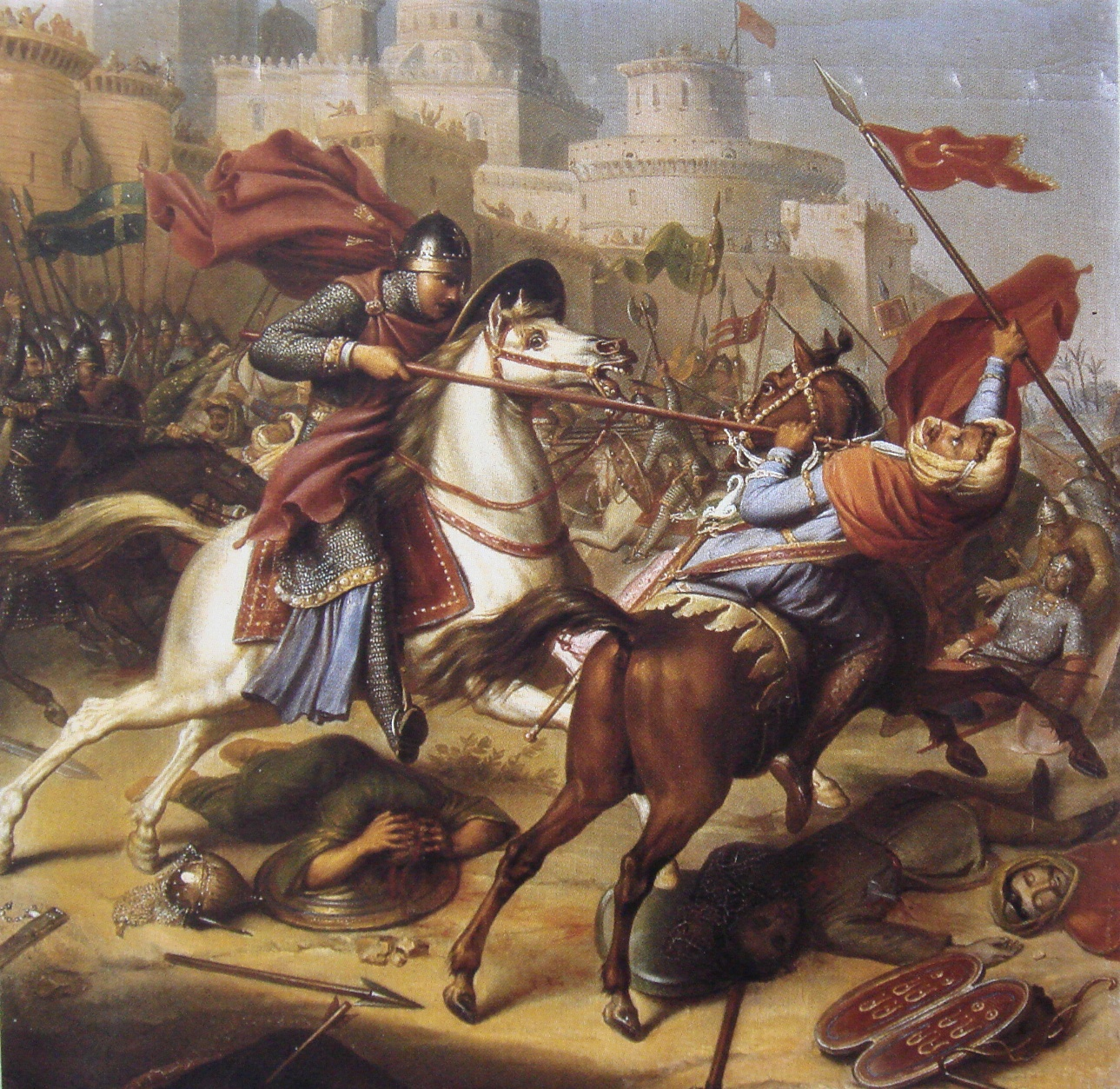
Robert de Normandia al setge d'Antioquia (1097-1098)

L'any 1096 Robert va partir cap a Terra Santa per participar en la Primera Croada. Per poder finançar l'expedició va demanar un préstec al seu germà. Al setge d'Antioquia, va dirigir una de les divisions a la batalla final contra Kerbogha.
El 2 d'agost del 1100, quan estava tornant de la corada, el seu germà Guillem va morir. D'acord amb el pacte Robert hauria d'haver heretat la corona d'Anglaterra, però el germà petit, Enric, va aprofitar-ne l'absència per fer-se proclamar rei d'Anglaterra. En arribar, Robert va intentar organitzar la invasió d'Anglaterra. El 1101 va desembarcar a Portsmouth amb el seu exèrcit, però Enric ja s'havia consolidat al poder i no va trobar prou suport entre els anglesos. Robert es va retirar a Normandia des d'on va continuar intentant desestabilitzar el regnat d'Enric.
El 1106 Enric va decidir prendre la iniciativa i envair Normandia. Obtingué una victòria decisiva a la batalla de Tinchebray, amb la qual reclamà el Ducat de Normandia per la corona anglesa. Robert va ser capturat durant la batalla i va ser empresonat durant la resta de la seva vida: durant els propers 20 anys al castell de Devizes i després vuit anys més a Cardiff, on morí.

## Família

### Avantpassats
|  |                           |  |  |  |  |  |  |  |  |  |  |  |  |  |  |  |
|  | 16. Ricard I de Normandia |  |  |  |  |  |  |  |  |  |  |  |  |  |  |  |
|  |                           |  |  |  |  |  |  |  |  |  |  |  |  |  |  |  |
|  |                           |  |  |  |  |  |  |  |  |  |  |  |  |  |  |  |
|  | 8. Ricard II de Normandia |  |  |  |  |  |  |  |  |  |  |  |  |  |  |  |
|  |                           |  |  |  |  |  |  |  |  |  |  |  |  |  |  |  |
|  |                           |  |  |  |  |  |  |  |  |  |  |  |  |  |  |  |
|  | 17. Gunnora               |  |  |  |  |  |  |  |  |  |  |  |  |  |  |  |
|  |                           |  |  |  |  |  |  |  |  |  |  |  |  |  |  |  |
|  |                           |  |  |  |  |  |  |  |  |  |  |  |  |  |  |  |
|  | 4. Robert I de Normandia  |  |  |  |  |  |  |  |  |  |  |  |  |  |  |  |
|  |                           |  |  |  |  |  |  |  |  |  |  |  |  |  |  |  |
|  |                           |  |  |  |  |  |  |  |  |  |  |  |  |  |  |  |
|  | 18. Conan I de Bretanya   |  |  |  |  |  |  |  |  |  |  |  |  |  |  |  |
|  |                           |  |  |  |  |  |  |  |  |  |  |  |  |  |  |  |
|  |                           |  |  |  |  |  |  |  |  |  |  |  |  |  |  |  |
|  | 9. Judit de Bretanya      |  |  |  |  |  |  |  |  |  |  |  |  |  |  |  |
|  |                           |  |  |  |  |  |  |  |  |  |  |  |  |  |  |  |
|  |                           |  |  |  |  |  |  |  |  |  |  |  |  |  |  |  |
|  | 19. Ermengarda d'Anjou    |  |  |  |  |  |  |  |  |  |  |  |  |  |  |  |
|  |                           |  |  |  |  |  |  |  |  |  |  |  |  |  |  |  |
|  |                           |  |  |  |  |  |  |  |  |  |  |  |  |  |  |  |
|  | 2. Guillem I d'Anglaterra |  |  |  |  |  |  |  |  |  |  |  |  |  |  |  |
|  |                           |  |  |  |  |  |  |  |  |  |  |  |  |  |  |  |
|  |                           |  |  |  |  |  |  |  |  |  |  |  |  |  |  |  |
|  | 10. Fulbert de Falaise    |  |  |  |  |  |  |  |  |  |  |  |  |  |  |  |
|  |                           |  |  |  |  |  |  |  |  |  |  |  |  |  |  |  |
|  |                           |  |  |  |  |  |  |  |  |  |  |  |  |  |  |  |
|  | 5. Arlette de Falaise     |  |  |  |  |  |  |  |  |  |  |  |  |  |  |  |
|  |                           |  |  |  |  |  |  |  |  |  |  |  |  |  |  |  |
|  |                           |  |  |  |  |  |  |  |  |  |  |  |  |  |  |  |
|  | 1. Robert II de Normandia |  |  |  |  |  |  |  |  |  |  |  |  |  |  |  |
|  |                           |  |  |  |  |  |  |  |  |  |  |  |  |  |  |  |
|  |                           |  |  |  |  |  |  |  |  |  |  |  |  |  |  |  |
|  | 12. Balduí IV de Flandes  |  |  |  |  |  |  |  |  |  |  |  |  |  |  |  |
|  |                           |  |  |  |  |  |  |  |  |  |  |  |  |  |  |  |
|  |                           |  |  |  |  |  |  |  |  |  |  |  |  |  |  |  |
|  | 6. Balduí V de Flandes    |  |  |  |  |  |  |  |  |  |  |  |  |  |  |  |
|  |                           |  |  |  |  |  |  |  |  |  |  |  |  |  |  |  |
|  |                           |  |  |  |  |  |  |  |  |  |  |  |  |  |  |  |
|  | 3. Matilde de Flandes     |  |  |  |  |  |  |  |  |  |  |  |  |  |  |  |
|  |                           |  |  |  |  |  |  |  |  |  |  |  |  |  |  |  |
|  |                           |  |  |  |  |  |  |  |  |  |  |  |  |  |  |  |
|  | 28. Hug Capet             |  |  |  |  |  |  |  |  |  |  |  |  |  |  |  |
|  |                           |  |  |  |  |  |  |  |  |  |  |  |  |  |  |  |
|  |                           |  |  |  |  |  |  |  |  |  |  |  |  |  |  |  |
|  | 14. Robert II de França   |  |  |  |  |  |  |  |  |  |  |  |  |  |  |  |
|  |                           |  |  |  |  |  |  |  |  |  |  |  |  |  |  |  |
|  |                           |  |  |  |  |  |  |  |  |  |  |  |  |  |  |  |
|  | 7. Adela de Flandes       |  |  |  |  |  |  |  |  |  |  |  |  |  |  |  |
|  |                           |  |  |  |  |  |  |  |  |  |  |  |  |  |  |  |
|  |                           |  |  |  |  |  |  |  |  |  |  |  |  |  |  |  |
|  | 15. Constança d'Arle      |  |  |  |  |  |  |  |  |  |  |  |  |  |  |  |
|  |                           |  |  |  |  |  |  |  |  |  |  |  |  |  |  |  |
|  |                           |  |  |  |  |  |  |  |  |  |  |  |  |  |  |  |

### Descendents
Durant la seva època de cavaller errant per Europa va tenir diversos fills il·legítims, un dels quals es deia Robert, el qual va ser cavaller a la cort de Guillem el Roig, però va morir durant una cacera a New Forest.
Amb la seva esposa, Sibil·la de Conversano, tingué un fill anomenat Guillem Cliton, que intentà recuperar per les armes el ducat en mans del seu oncle, sense aconseguir-ho.
| Precedit per: Gualter III | Comte del Maine 1063 - 1069 | Succeït per: Hug V |